# Pioggia di CBD
Pioggia di CBD è un singolo della cantautrice italiana Chiamamifaro, pubblicato il 22 febbraio 2022 come secondo estratto dal primo album in studio Post nostalgia.

## Descrizione
Il brano, scritto dalla stessa cantautrice con Alessandro Belotti e Riccardo Zanotti, è prodotto da quest'ultimo con Marco Paganelli, in arte Paga.

## Tracce
Testi di Angelica Cristina Gori, Alessandro Belotti e Riccardo Zanotti, musiche di Angelica Cristina Gori, Alessandro Belotti, Marco Paganelli e Riccardo Zanotti.
1. Pioggia di CBD – 3:10